# Toricellia
Toricellia (ponegdje Torricellia), biljni rod listopadnog drveća ili grmlja iz porodice Toricelliaceae, dio reda celerolike. Rod je raširen po Himalaji i Kini (uključujući Tibet), i na jug do Vijetnama. Dvije su priznate vrste.
Opisan je 1830.

## Vrste
1. Toricellia angulata Oliv.
2. Toricellia tiliifolia DC.